# Bentonite
Ne doit pas être confondu avec Benstonite.

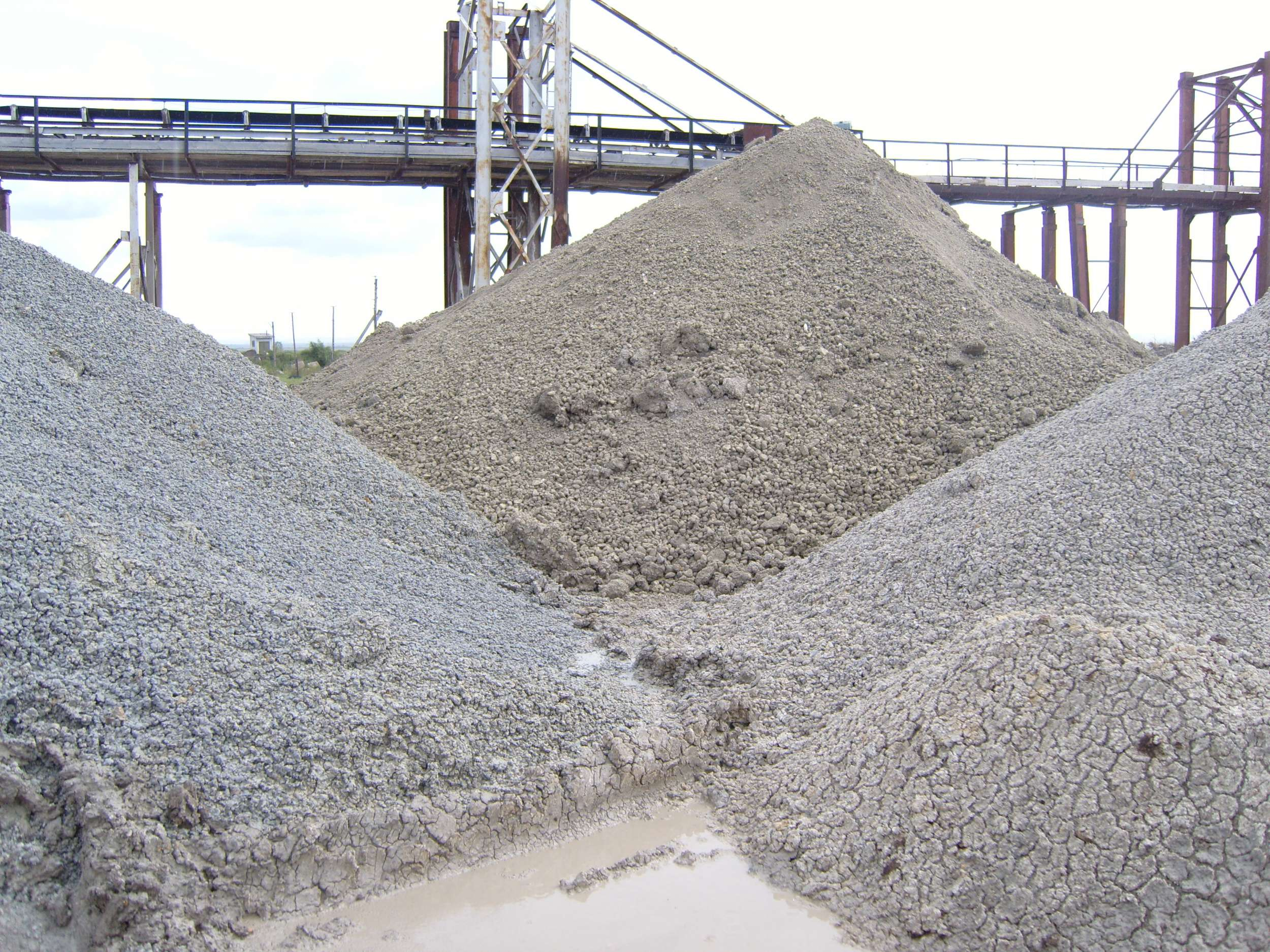
Bentonite.

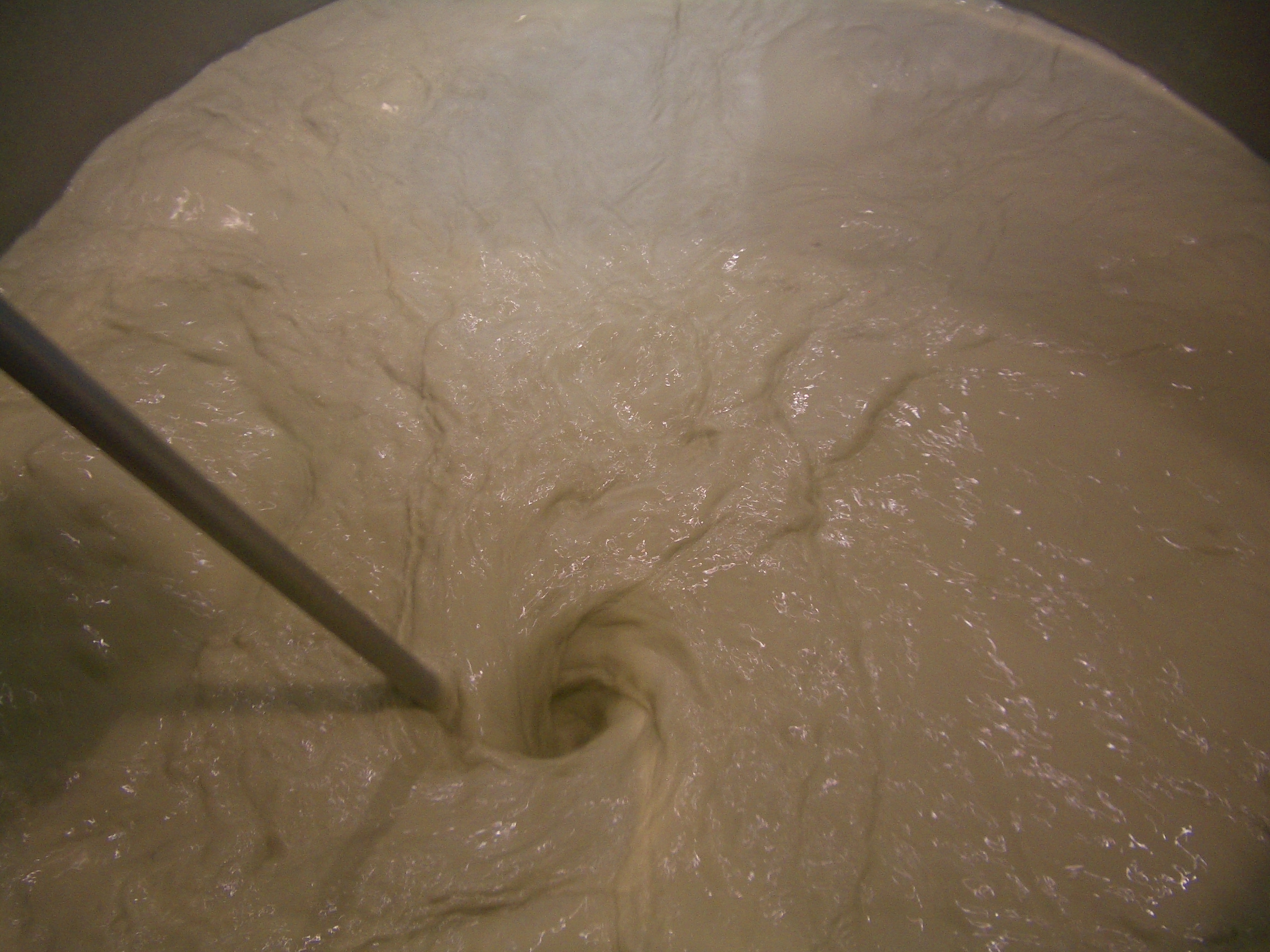
Les boues à base de bentonite permettent, grâce à la pression hydrostatique exercée sur le terrain encaissant, de retenir les parois des fouilles et d'empêcher leur effondrement.

La bentonite est une argile colloïdale dont le nom vient de Fort Benton dans le Wyoming aux États-Unis. Connue aussi sous le terme de terre à foulon, elle peut être considérée comme une smectite, étant essentiellement constituée de montmorillonite (Na,Ca)0.33(Al,Mg)2Si4O10(OH)2(H2O)n (80 %) qui est une argile ce qui explique sa capacité de rétention d'eau car la montmorillonite est un type de smectite particulièrement gonflant. On trouve également d'autres minéraux comme le quartz, le mica, le feldspath, la pyrite ou la calcite. Les gisements de bentonites sont d'origines volcanique et hydrothermale.
Elle possède diverses propriétés. Notamment, elle absorbe les protéines, réduit l’activité des enzymes. Les boues bentonitiques (contenant une fraction de bentonite) sont utilisées comme boues de forage dans les travaux de fondations, de parois moulées, du fait de laisser rapidement et facilement la place au béton coulé à leur place et sur lequel elles flottent en raison de la différence de densité. Elles peuvent être ajoutées au compost. 
Le numéro CAS de la bentonite est 1302-78-9.

## Propriétés et variétés
À concentration élevée (60 g/l), les solutions de bentonite prennent la texture d'un gel.
Il existe deux types de bentonite :
- la bentonite sodique, qui augmente de volume et gonfle fortement lorsqu'elle est hydratée et qui peut absorber plusieurs fois son poids en eau. Cette propriété est mise en valeur dans les mastics, ou encore pour construire le revêtement étanche des décharges de dechets destinées à l'enfouissement de matières polluantes dans le sol. Elle est utilisée dans les puits de forage de pétrole et la recherche géothermique ;
- la bentonite calcique (pascalite), qui possède nettement moins ces propriétés de gonflement, a des applications parapharmaceutiques dont les résultats restent à prouver, notamment dans le domaine du système digestif. Des tribus indigènes d'Amérique du Sud, d'Afrique et d'Australie ont longtemps employé l'argile bentonitique pour cet usage.

La bentonite est rhéofluidifiante et thyxotrope : de petites quantités de bentonite dispersées dans l'eau forment un gel dont la viscosité diminue lorsque l'effort mécanique qui lui est appliqué augmente (rhéofluidification) ; après un temps de repos suffisant, la viscosité du gel augmente à nouveau (thixotropie).

## Origine
Les bentonites se forment généralement dans un environnement sédimentaire marin à basse énergie, à partir de cendres volcaniques qui se sont accumulées dans l'eau et ont formé des couches argileuses après avoir perdu la plus grande partie de leur silice (désilicification).
Les bentonites les plus anciennes connues ont longtemps daté de seulement 1,5 Ga (milliard) d'années, mais en 2008 des bentonites de 2,1 Ga ont été trouvées parmi les sédiments du bassin de Franceville (Gabon),.

## Gisements
Si aucun véritable gisement de bentonite n’a pu être mis en évidence dans le sous-sol français, des argiles bentonitiques (moins pures que les bentonites) sont exploitées dans l’Eure (argile Fo-Ca provenant des Fourges Cahaignes, dans la région du Vexin) et dans la Loire (Grézieux-le-Fromental) par la Société française des bentonites et dérivés, et en Dordogne (Le Buisson-de-Cadouin) par la société Lafaure.
En 2011, les États-Unis étaient le premier producteur mondial de bentonite, avec près d'un tiers de la production totale, suivis par la Chine et la Grèce. Aux États-Unis, la bentonite calcique est extraite principalement dans le Mississippi et l'Alabama. Les autres pays producteurs de bentonite calcique sont la Nouvelle-Zélande. l'Allemagne, la Grèce, la Turquie, l'Inde et la Chine.

## Utilisations

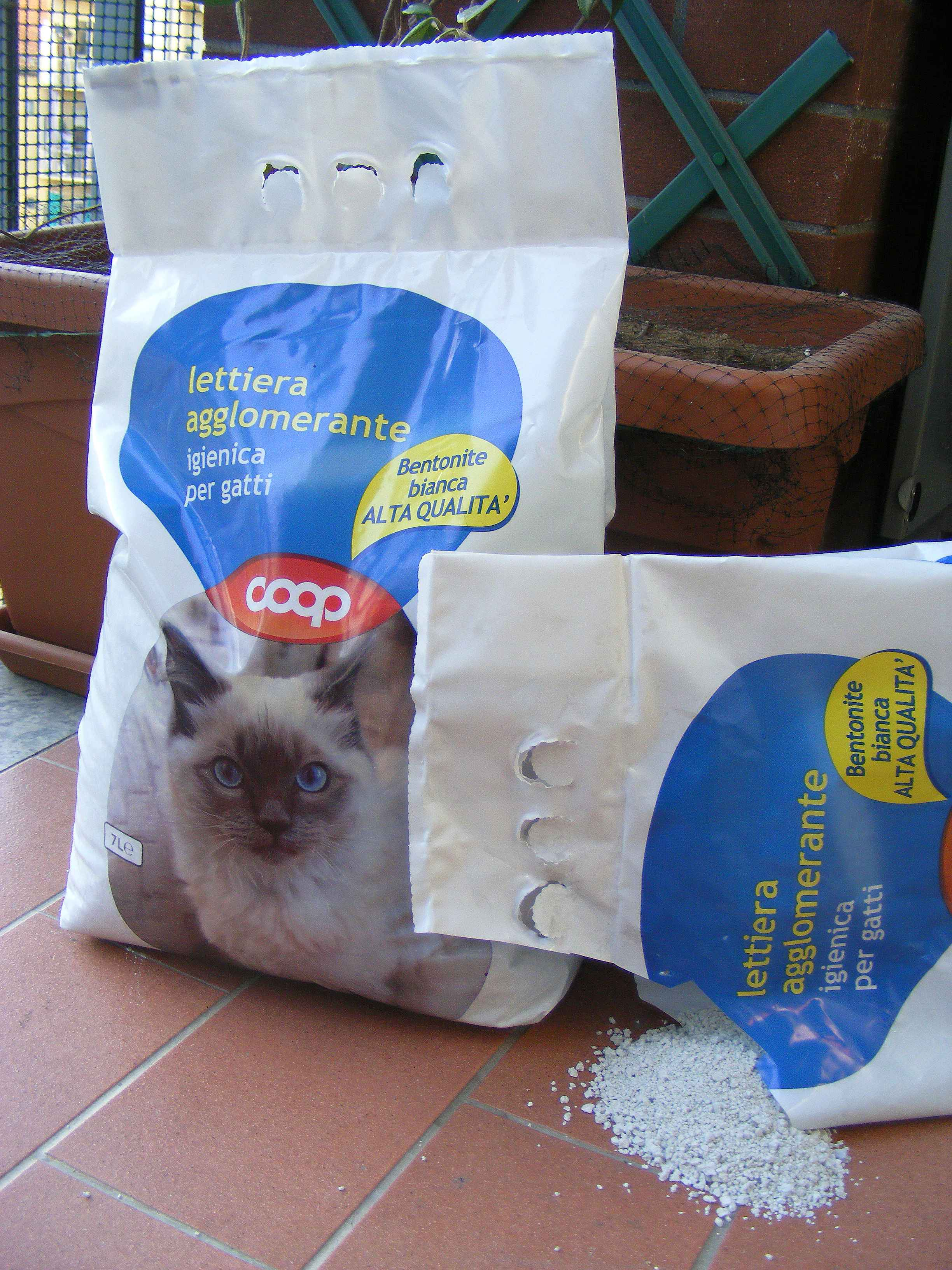
Bentonite utilisée comme litière pour chats.

Le débouché le plus important de la bentonite se situe dans les techniques du génie civil, particulièrement dans l'étanchéité des édifices, la construction de digues, la pose de canalisations, l'édification de tunnels, l'injection de vides souterrains (ex. : carrières de Paris) que l'on souhaite combler, la réalisation de fondations spéciales (parois moulées, barrettes, pieux)… La bentonite est conditionnée pour cet usage en bâtons (ou granulés) et fournit une obturation hydrologique sûre. Les bâtons sont constitués de 99 % de bentonite et d'environ 1 % de fibres synthétiques de remplissage. 
La bentonite est utilisée comme liant pour produire des granulats de minerais de fer
La bentonite est également utilisée dans les techniques de géothermie (pompes à chaleur) pour empêcher les tuyaux de geler. Elle sert de produit d'étanchéité dans les étangs artificiels. Elle peut être employée comme déshydratant et comme additif alimentaire (anti-agglomérant dans les colorants, au maximum 5 %). Son numéro E est le 558.
On l'utilise dans l'industrie alimentaire pour clarifier les vins, les bières, les jus de fruits et le beurre de cacao lors de leur fabrication.
Des essais sont effectués pour utiliser la bentonite comme protection artificielle dans le stockage géologique des déchets radioactifs.
Elle est également utilisée comme fluide de forage servant à la tenue des parois et à l'évacuation des matières forées et en obturateur d'urgence lorsqu'un forage traverse accidentellement le plancher d'un aquifère et que des pertes non désirées importantes ont alors lieu dans les terrains sous-jacents.
Elle sert de liant dans la fabrication de moules en sable pour la fonderie (afin de coller les grains de sable entre eux).
On l'utilise également dans la conception de feux d'artifice et de divers engins pyrotechniques afin de sceller ces derniers en la compactant.
D'autres utilisations reposent sur ses facultés d'absorption :
- alimentation animale[7]
- raffinage du pétrole
- moules de fonderie
- additif dans la fabrication du papier
- génie civil pour ses qualités thixotropes
- additif pour détergents
- traitement des eaux usées
- laques et peintures
- cosmétiques, traitement de l'acné
- litières pour chats
- huile pour transformateurs
- lustres en céramique
- élimination des protéines produites par les levures dans la bière et limitation de l'action des enzymes
- composante des boues de forage
- amendement de sols trop secs (sablonneux) à raison de 500 g/m2 chaque année pendant cinq ans[a],[b]
- pêche à la ligne de loisir, utilisée en additif d'autres composants (farines, terre, graines) pour constituer une amorce de fond collante

### Œnologie

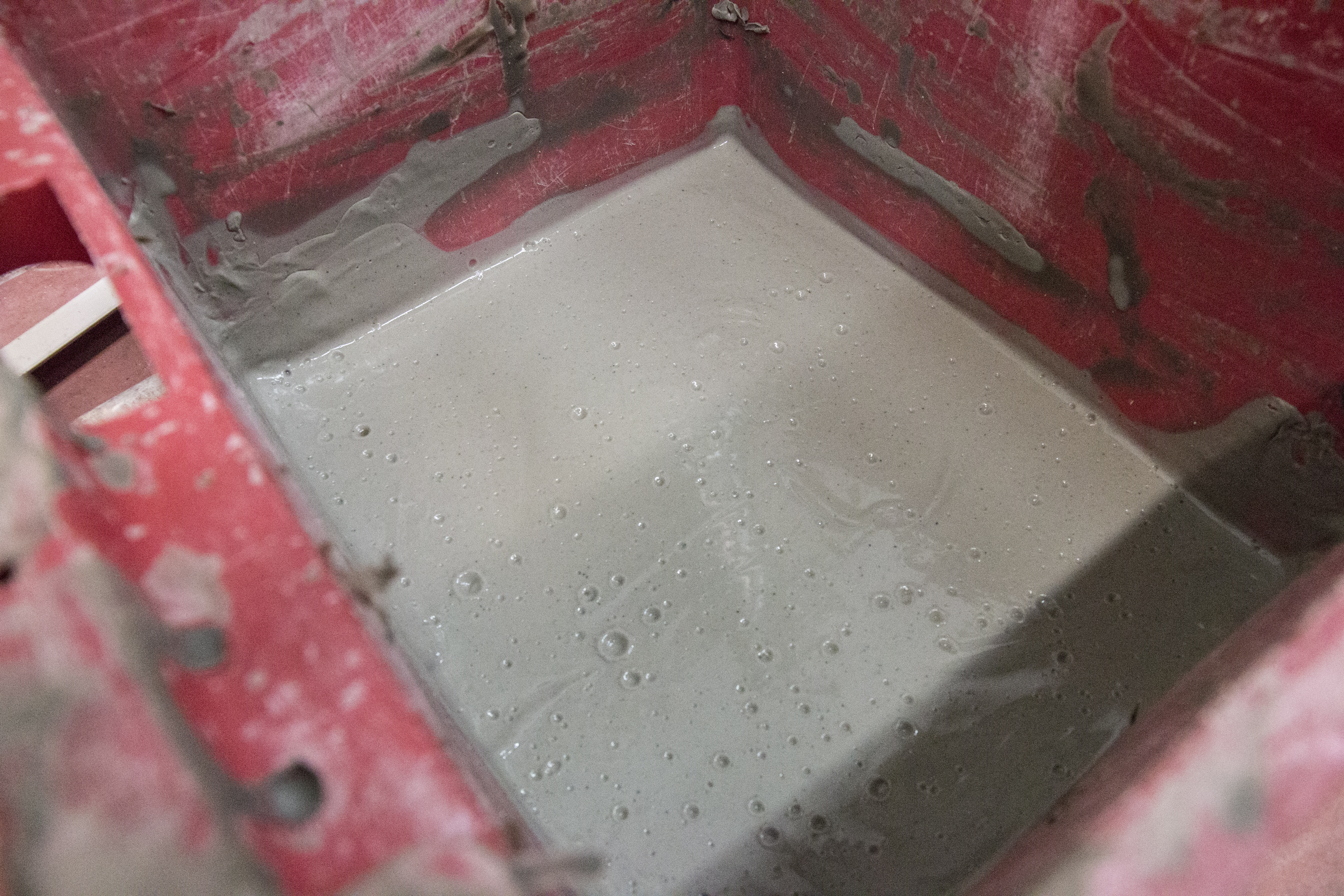
Préparation de bentonite dispersée dans l’eau (formation d'un gel colloïdal) pour un usage œnologique.

La bentonite peut être utilisée comme substance de collage en œnologie, sous forme sodique ou calcique. 
Elle sert au traitement des vins blancs et rosés, afin de prévenir la casse protéique.
Additionnée au moût (le jus de raisin non fermenté) provenant de vendange, elle facilite le débourbage (opération de séparation des particules organiques solides encore présentes en suspension dans le jus). Elle peut être utilisée en complément de la caséine pour une meilleure efficacité de cette dernière.
Elle permet de traiter les moûts de vendange botrytisée et de limiter l’action de la laccase et de la tyrosinase.
Sous forme de poudre, elle est mise en suspension dans environ dix fois son volume d'eau (dispersion colloïdale, ayant parfois l'aspect d'un gel), et incorporée directement dans le moût ou le vin, un soutirage permet de séparer la phase claire de la phase sédimentée.